# پسر خوب (ترانه)
پسر خوب تک آهنگی توسط جی دی ایکس تای‌یانگ عضو بیگ بنگ است. آهنگ در ۲۱ نوامبر ۲۰۱۴ منشر شد.